# Электромагнитный звукосниматель

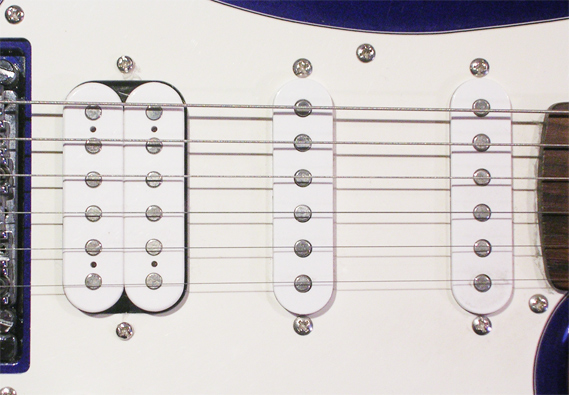
Три магнитных звукоснимателя на электрогитаре. Один хамбакер и два сингла — слева направо

Электромагнитный звукосниматель — устройство, преобразующее энергию колебания струн гитары и других струнных музыкальных инструментов в электромагнитный сигнал. Работа таких звукоснимателей основана на улавливании изменения магнитного поля под действием струн, колеблющихся в этом поле и преобразовании этой звуковой волны в электромагнитную. На электрогитарах и полуакустических электрогитарах используются преимущественно электромагнитные звукосниматели, работающие только с металлическими струнами, имеющими стальное основание и оплётку из никеля, меди и т. д. Основой электромагнитных звукоснимателей является индукционная катушка.
- Электромагнитные звукосниматели делятся на:
  - Сингл (англ. Single-coil) — одна катушка. Более яркая перкуссионная атака, общая чёткость звучания лучше, нежели у хамбакеров. Из недостатков — большая чувствительность к электромагнитным помехам и более низкий уровень сигнала относительно двухкатушечных звукоснимателей.
  - Хамбакер (англ. Humbucker) — две катушки, расположенные рядом на одном магнитопроводе, включённые в противофазе. Такой подход позволяет существенно снизить шумы от электромагнитного фона за счёт алгебраического сложения сигналов от двух катушек, при этом за счёт небольшой разности фаз полезного колебания (вызванной расстоянием между катушек) вычитается и часть спектра колебания струны.
  - Хамканселлер (англ. Humcanceller) — принцип аналогичен хамбакеру, только катушки расположены одна над другой на общем магнитопроводе, что позволяет передать более полный спектр колебаний в сравнении с хамбакером, сохранив при этом эффект шумоподавления.